# Careproctus bathycoetus
Careproctus bathycoetus és una espècie de peix pertanyent a la família dels lipàrids.

## Descripció
- Fa 16 cm de llargària màxima.[5][6]

## Hàbitat
És un peix marí i batidemersal que viu fins als 3.294 m de fondària.

## Distribució geogràfica
Es troba al sud del mar d'Okhotsk.

## Observacions
És inofensiu per als humans.